# Црква Преподобномученице Параскеве у Мрковима
Црква Преподобномученице Параскеве у Мрковима, храм је из 1600. године и припада митрополији црногорско-приморској Српске православне цркве.
Храм је посвећен Параскеви Римској, коју Црква прославља 26. јула по јулијанском (тај дан се тренутно, до 2100. године, поклапа са 8. августом по грегоријанском календару) Храм је грађен од камена и састоји се од два дијела. На старији дио цркве, гдје је олтар је временом, због потреба проширења цркве, изграђена припрата исте дужине. Због тога је храм веома издуженог облика. Изнад врата је мали мозаик Преподобне мученице Параскеве (Петке) и звоник са једним звоном на преслицу. Полукружна олтарска aпсида има један прозор, а још су по два прозора на јужном и два на сјеверном зиду цркве. У порти храма је и гробље, што је била рана хришћанска пракса, да се људи сахрањују (сахранити значи сачувати - тијело, за васкрсење) око цркава. На Луштици је, код многих цркава, тај обичај сачуван до данас.

## Галерија
- Јужна страна цркве
- Мозаик изнад врата
- Занимљивост је да су и неки људи, којима је безбожничка комунистичка идеологија била блиска и који немају крст на гробу, сахрањени у црквеној порти